# Kalkopirit

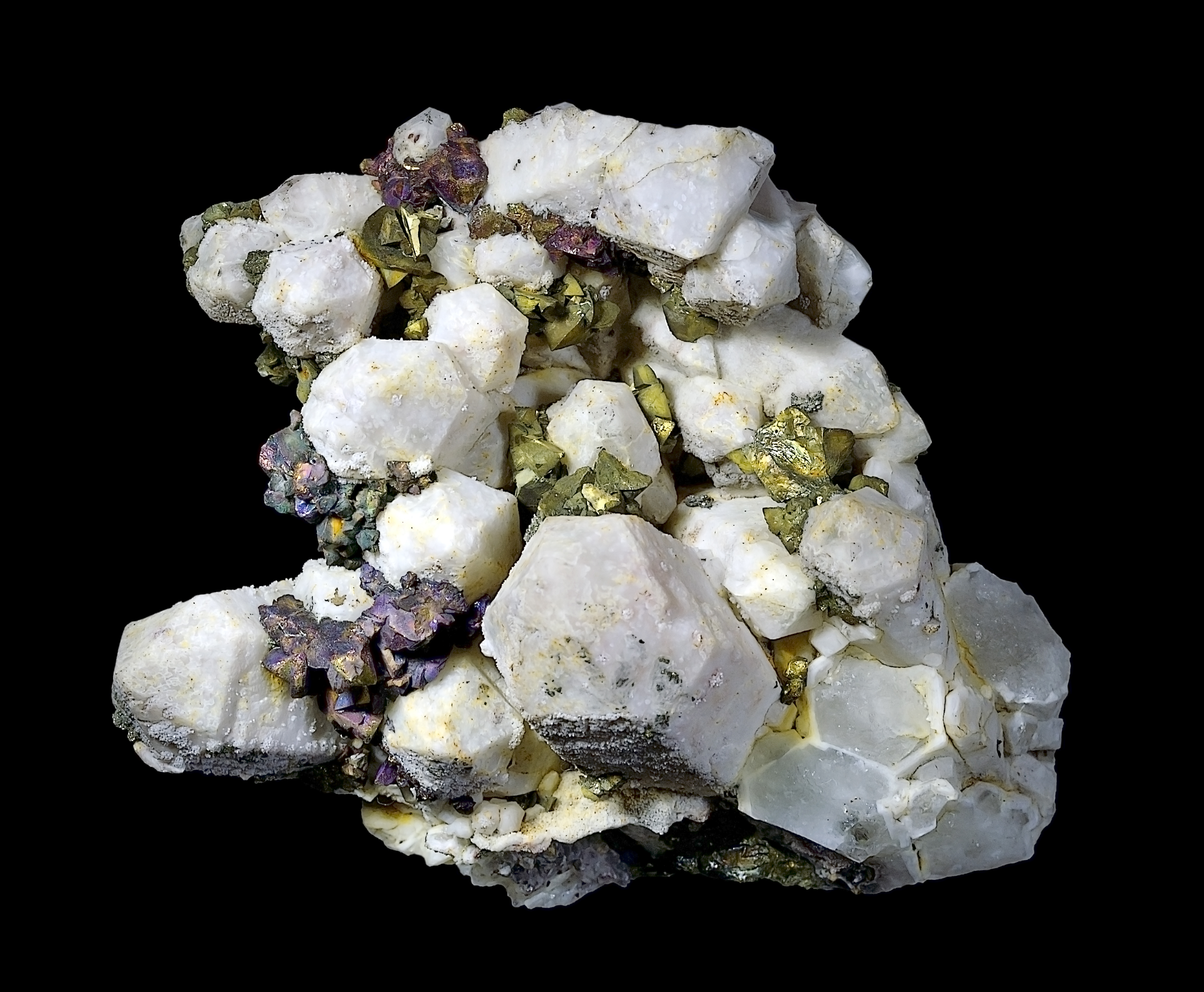
Kalkopirit.

A kalkopirit (réz-ferroszulfid) II.Szulfidok és rokon vegyületek ásványosztályon belül az önálló kalkopiritcsoport ásványa. Réztartalmú tetragonális (négyzetes) rendszerben kristályosodó szulfid ásvány. Többnyire halmazokban, ritkán kristályos formában jelenik meg, ekkor tetraéderszerű, vaskosan kristályos, felülete rostos és irrizál, gyakran ikresedik. A legfontosabb rézércásvány.
Neve a görög khalkosz (χαλκός = réz) és pyr (πυρ = tűz) szó összetételéből származik.

## Kémiai és fizikai tulajdonságai
- Képlete: CuFeS2
- Szimmetriája: tetragonális kristályrendszerben, főtengelyes kristály több tengely és lapszimmetriája létezik.
- Sűrűsége: 4,2 g/cm³.
- Keménysége: 3,5-4,0 (a Mohs-féle keménységi skála szerint).
- Hasadása: rossz.
- Törése: egyenetlen.
- Színe: zöldessárga, rézsárga.
- Fénye: fémes.
- Átlátszósága: opak.
- Pora: zöldesfekete.
- Elméleti réztartalma:  34,6%.

## Keletkezése
A leggyakoribb rézérc ásvány az utómagmás és az üledékes folyamatokban egyaránt keletkezik.
Hasonló ásvány: a sötét színű markazit, pirit, termésarany.

## Előfordulása
Gyakran előforduló rézércfajta. Telepszerű előfordulásai nagy mennyiségben találhatók jugoszláviai Bor környékén, Mexikóban, Szlovákiában Selmecbányán, Romániában Chiuzbaia (Kisbánya) területén.

## Előfordulásai Magyarországon
Nagyobb mennyiségben Recsken bányászták, ott a megkutatott de felhagyott mélyszinti ércesedésben is előfordul, Gyöngyösorosziban az ércesedett telérek fő anyaga volt, a galenit kísérőásványként, Rudabányán a legfontosabb és leggyakoribb szulfidos érc, belőle az oxidációs övben fejlett kristályok alakultak ki. Hazánkban minden utómagmatikusan érintett zónában hintetten előfordul.

## Kísérő ásványok
Pirit, galenit, szfalerit, kvarc, különböző karbonátok.

## Képek

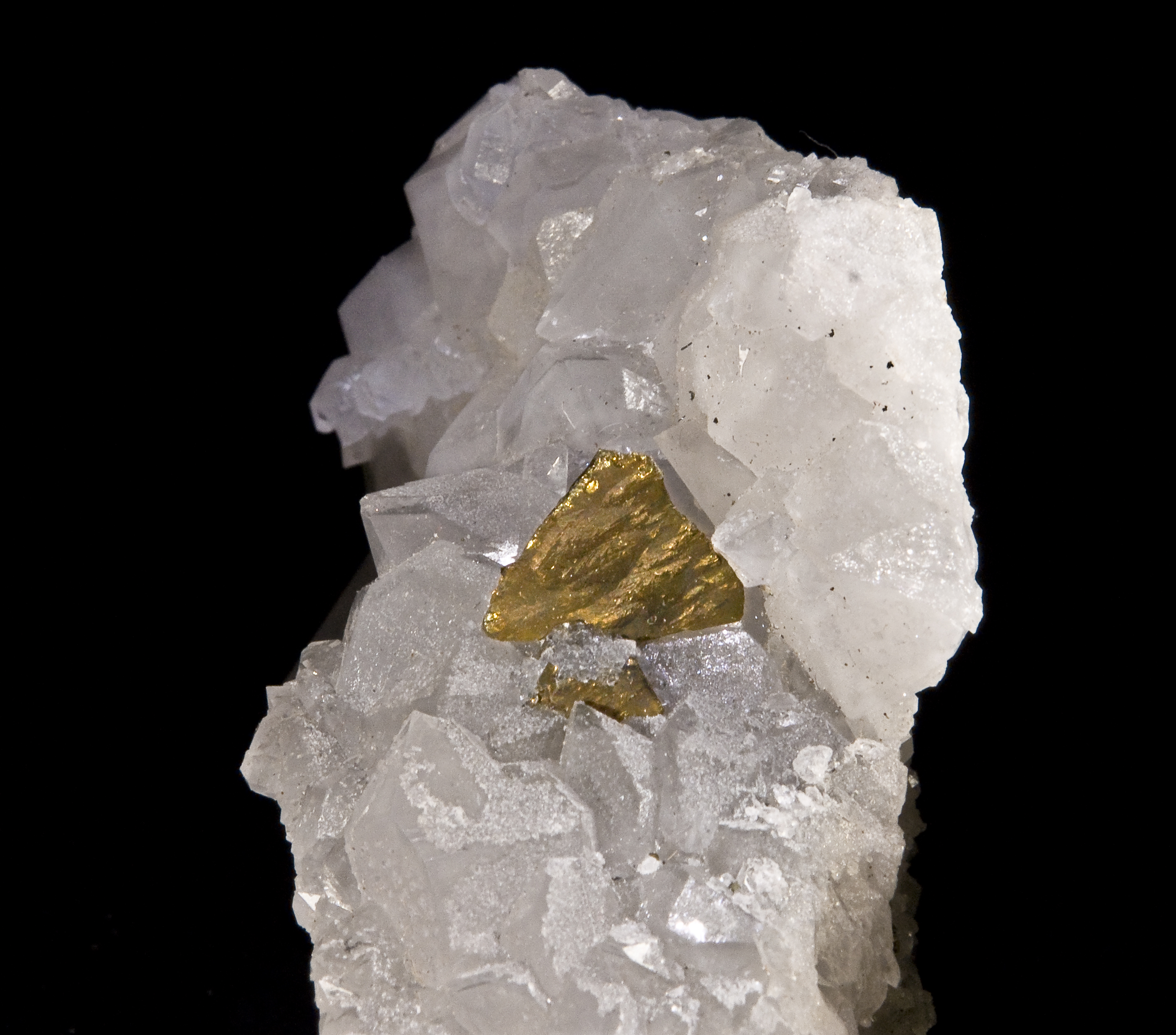
Kalkopirit kvarccal Franciaországból
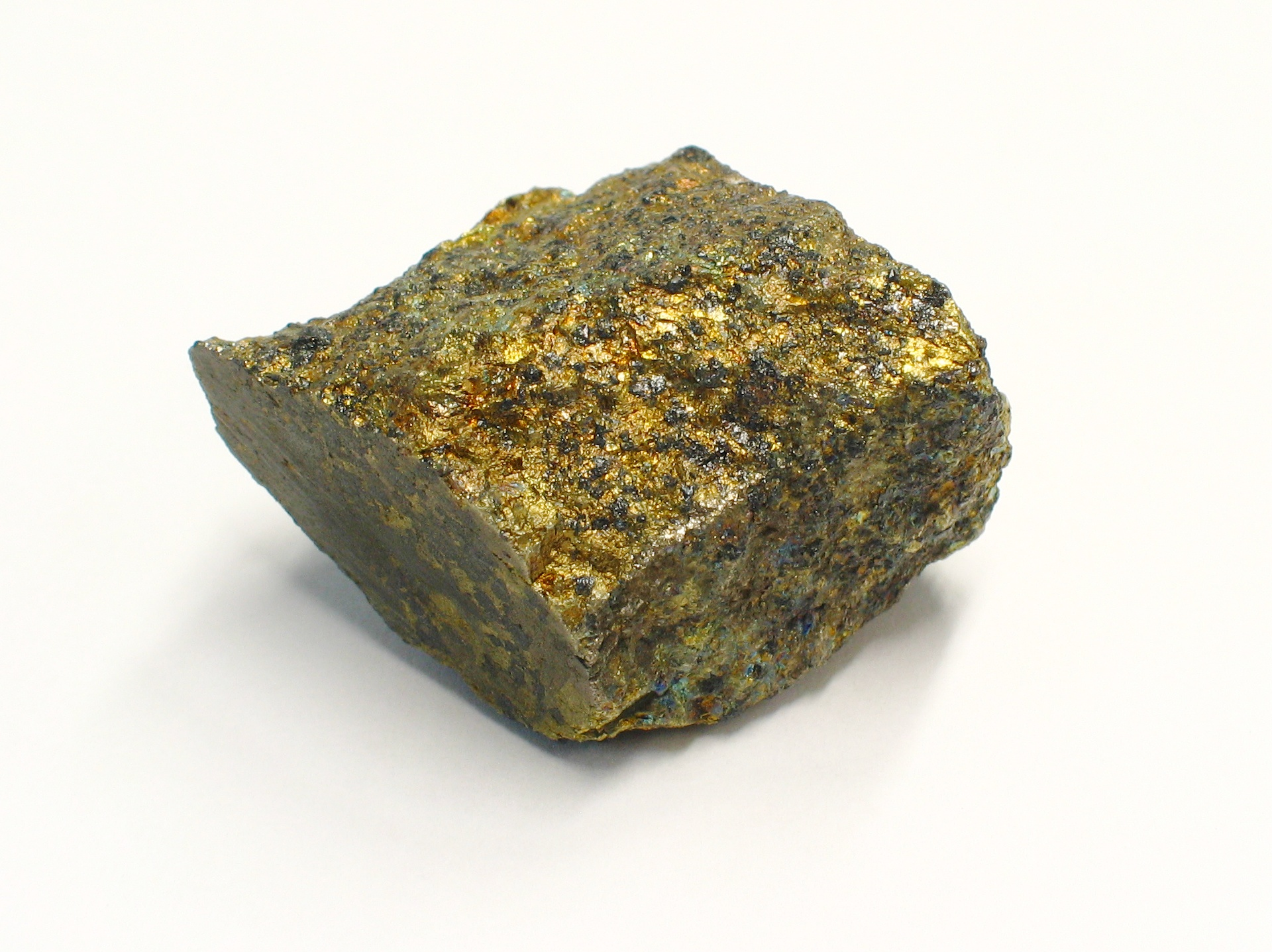
Kis kalkopirit
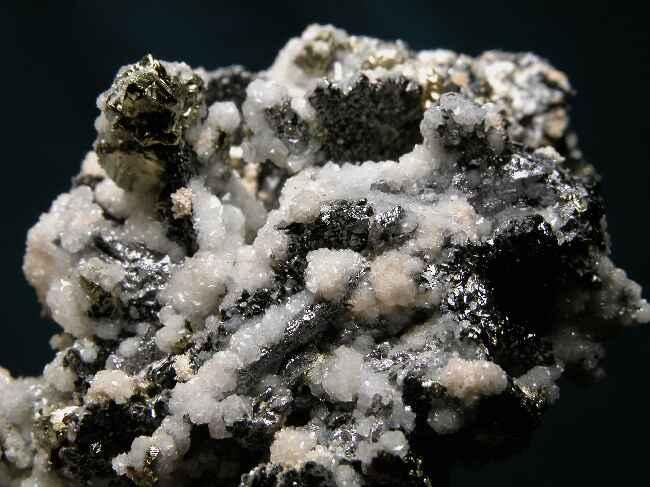
Galenit kalkopirittel, kalciton
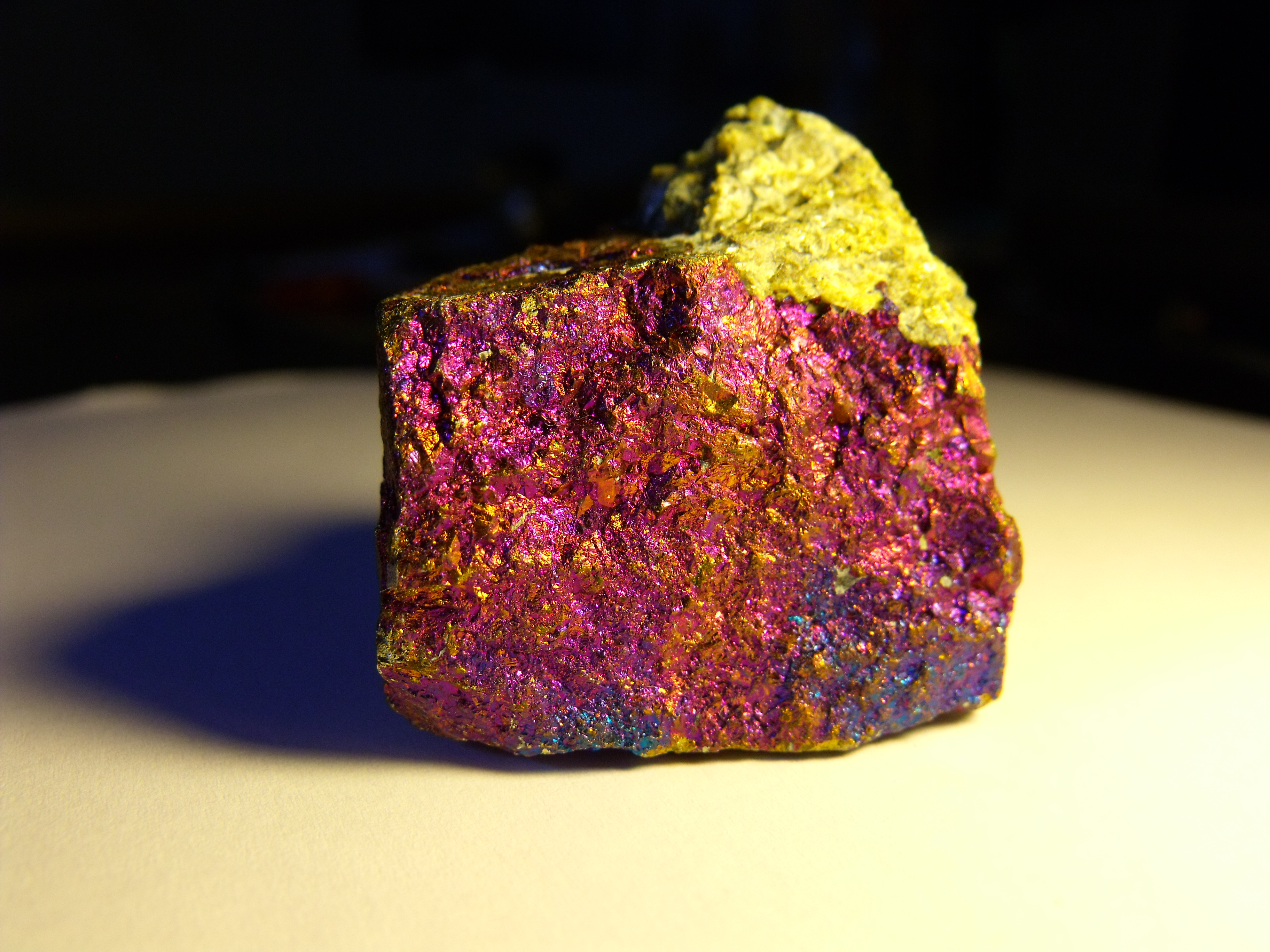
Olaszországból való kalkopirit